# David Snow
David William Snow (30 septembre 1924 - 4 février 2009) est un ornithologue britannique né à Windermere, Westmorland.

## Biographie

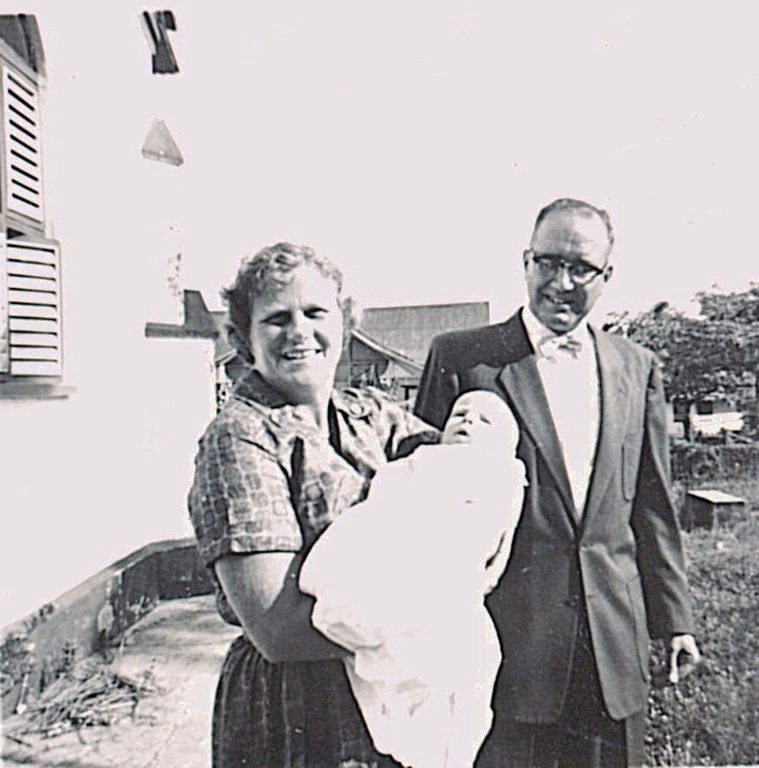
Le Dr Wilbur Downs et sa femme "Babbie" avec le bébé de Barabara et David Snow. Trinité v. 1961

Il remporte une bourse au Collège d'Eton et y arrive en 1938 juste avant son 14e anniversaire. Il remporte une bourse pour étudier les classiques au New College d'Oxford, mais est appelé à servir dans la marine en avril 1943 et sert sur plusieurs navires, dont des destroyers, des frégates et des sloops. Après la fin de la Seconde Guerre mondiale, il passe un an à naviguer à travers l'Extrême-Orient et jusqu'en Australie. En 1946, il retourne à Oxford et passe des classiques à l'étude de la zoologie, obtenant un doctorat en 1953 ,.
En 1958, il épouse Barbara Kathleen Whitaker, qui est la gardienne de Lundy Island. Barbara est également une ornithologue réputée et une géologue. De 1957 à 1961, les Snow travaillent pour la Wildlife Conservation Society au centre de recherche de la société à Trinidad. Ils y font des études détaillées des Guacharo des cavernes (Steatornis caripensis) et des danses de parade fascinantes et très complexes du Manakin casse-noisette (Manacus manacus) et du Manakin à tête d'or (Pipra erythrocephala).
De 1963 à 1964, il est directeur de la station de recherche Charles Darwin (CDRS) aux îles Galápagos. Il est directeur du CDRS lors de l'expédition historique montée depuis l'Université de Californie à Berkeley appelée Galápagos International Scientific Project (GISP),. Il est également directeur de recherche pour le British Trust for Ornithology de 1964 à 1968, et de 1968 à 1984, il travaille au Musée d'histoire naturelle de Londres. De 1987 à 1990, il est président de la British Ornithologists' Union.
David Snow dirige The Ibis, Bird Study et le Bulletin of the British Ornithologists' Club.
Le genre cotinga Snowornis et du antwren d'Alagoas (Myrmotherula snowi ), en danger critique d'extinction, sont nommés en son honneur.
Après la mort de Barbara en 2007, il publie Birds in Our Life, un récit de leur vie et de leur étroite collaboration ornithologique.
En 1972, David et sa femme Barbara reçoivent la médaille Brewster de l'American Ornithologists' Union.
Il est élu président de la British Ornithologists' Union et en 1982 reçoit sa médaille Godman-Salvin pour ses contributions à l'ornithologie.